# Deenfasi
Nell'ambito delle telecomunicazioni, la deenfasi è un processo studiato per diminuire, all'interno di una certa banda di frequenze, l'ampiezza di qualche (solitamente alte) frequenze al fine di migliorare il rapporto segnale rumore totale minimizzando i fenomeni indesiderati quali attenuazioni diverse per frequenze diverse o saturazione. È il contrario della preenfasi e viene spesso usato assieme a quest'ultima.
La curva in frequenza (risposta) è decisa da particolari costanti di tempo, dalle quali è possibile calcolare la frequenza di taglio.
La preenfasi è normalmente utilizzata nel mastering professionale e nella radiofonia.

## Radio FM
Nella radio FM i filtri di pre/de-enfasi sono usati in coppia e deve essere garantita la relazione tra le due funzioni di trasferimento dei filtri {\displaystyle H_{p}(f)H_{d}(f)=1}. Il filtro di preenfasi può essere anteposto al modulatore e quello di deenfasi posto dopo il demodulatore. Se la relazione suddetta è verificata il segnale demodulato rimarrà invariato. 
Nel caso di una radio FM con filtro di deenfasi uguale a un filtro passa basso con frequenza di taglio 2,1 kHz si avrà una miglioria di circa 13 dB dell'SNR.